# いってみたいな
『いってみたいな』は、1966年4月9日から1972年3月18日までNHK教育テレビジョンの『幼稚園・保育所の時間』で放送されていた教育番組である。

## 概要
社会見学をテーマにした番組。
幼児向けの交通安全コーナーも設けていた。

## 放送時間
いずれも日本標準時、別の時間帯での再放送あり。
- 土曜日 10:40 - 10:59 （1966年4月9日 - 1969年3月15日） - 1969年3月22日の再放送もこの時間帯で実施。
- 土曜日 10:30 - 10:45 （1969年4月12日 - 1972年3月18日） - 1972年3月25日の再放送もこの時間帯で実施。

## キャスト

### 出演者
- 花上晃（1966年4月9日 - 1967年3月25日）[2]
- 木川能子（1966年4月9日 - 1967年3月25日）[2]

### 語り
- 米倉斉加年（1967年4月8日 - 1968年8月31日）[3][注釈 1]
- 中井啓輔（1967年10月21日 - 1972年3月25日）[3][注釈 2]

## スタッフ
- 構成 - 鳥山拡[2][3]、須藤出穂[3]
- 音楽 - 越部信義、宮崎尚志、若月明人